# Buckfast Abbey

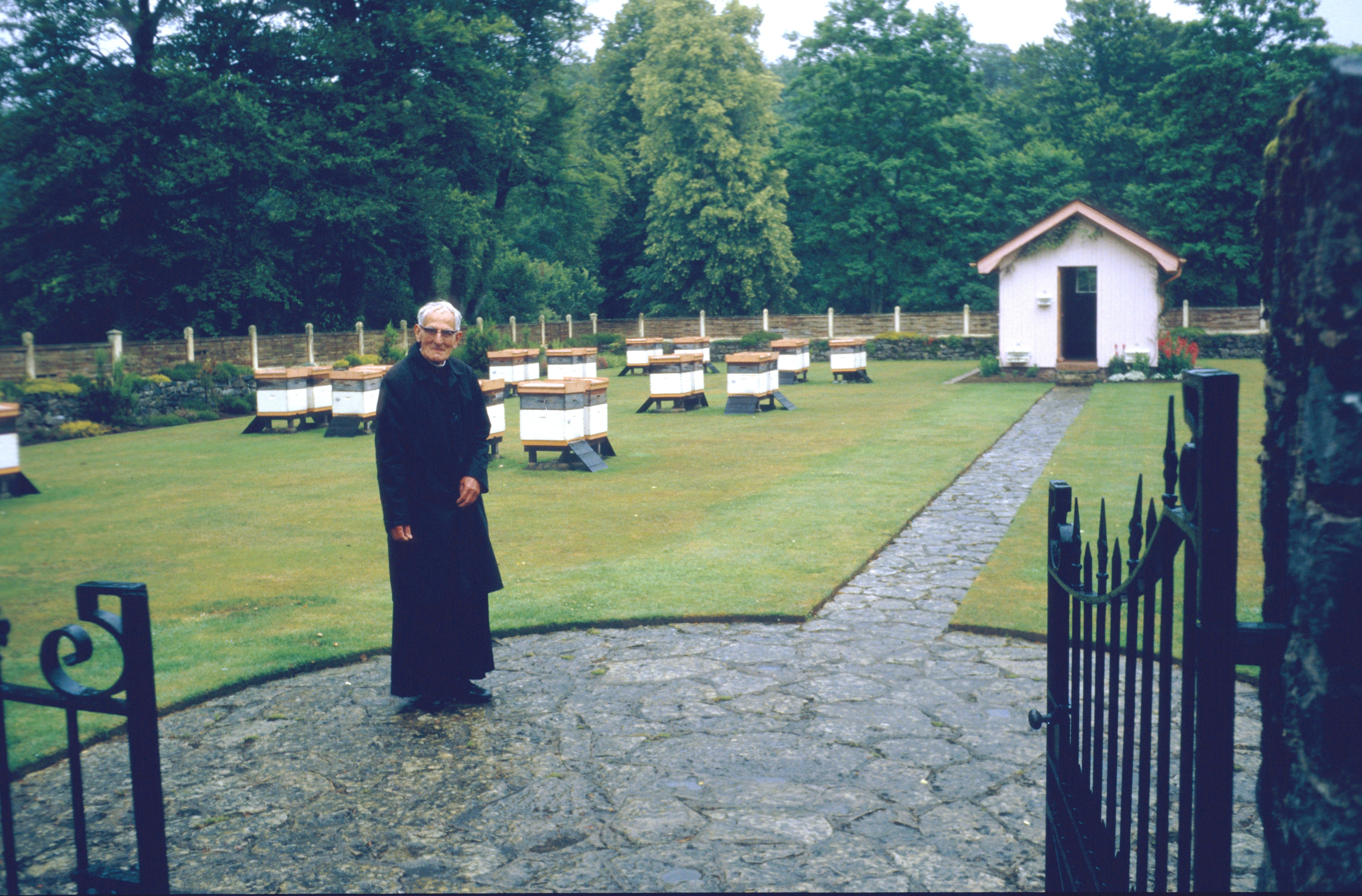
Ve včelí zahradě bratra Adama

Buckfast Abbey je benediktinské opatství ve vesnici Buckfast severně od města Buckfastleigh v Devonu v jihozápadní Anglii. Klášterní komplex se nachází na břehu řeky Dart, na okraji národního parku Dartmoor.
První benediktinský klášter v Buckfastu byl založen v roce 1018. V roce 1136 byl předán klášterní kongregaci Savigny a v roce 1147 se stal majetkem cisterciáků. Řád byl v roce 1539 na příkaz krále Jindřicha VIII. rozpuštěn a sdílel osud ostatních klášterů v zemi. Klášterní budovy chátraly. Počátkem 19. století byly zbytky kláštera zbořeny a areál byl určen pro stavbu rezidence.
V roce 1882 bylo panství prodáno skupině francouzských benediktinských mnichů, kteří se ujali přestavby kláštera. Návrh budovy vypracoval architekt Frederick Walters na základě vykopaných základů z 12. století a po vzoru jiných dochovaných klášterů z té doby. Většinu stavebních prací provedli mniši sami. Vrcholem projektu byla přestavba klášterního kostela, realizovaná v letech 1907–1938. Kostel byl vysvěcen v roce 1932. Klášterní areál byl zapsán do rejstříku památek ve Spojeném království v roce 1951. Kostel a hlavní budova opatství jsou památkami třídy II* (zvláště významné stavby).
Klášterní zahrady jsou přístupné veřejnosti.
V klášteře se vyrábí od 20. let 20. století fortifikované víno Buckfast Tonic Wine. Jedná se o dolihované víno, které obsahuje velké množství kofeinu. Je předmětem sporů ve Skotsku, kde byla hlášena spojitost mezi jeho konzumací a násilnou trestnou činnosti.

## Historie včelařství v Buckfast Abbey
Klášter Buckfast Abbey má úzký vztah k včelařství. Bylo to právě zde, kde bratr Adam (vl. jménem Karl Kehrle (1898-1996)) vyšlechtil buckfastskou včelu (Apis mellifera buckfast). Bratr Adam byl mnichem, který měl na starosti včelín v tomto klášteře.
Historie buckfastské včely je úzce spojena s decimaci populace včel A. m. mellifera na jihu Britských ostrovů roztočovou nemocí akarinózou (známou také jako “nemoc z ostrovů Wight”). Bratr Adam začal křížit původní včely s jinými plemeny a vytvořil tak odolnější včelu vůči parazitním chorobám. Zpočátku se jednalo o křížence včely černé (Apis mellifera mellifera), žijící tehdy v Anglii, a včely A. m. ligustica. Během desetiletí kombinovaného šlechtění a důsledného výběru vytvořil bratr Adam včelu, která kombinuje nejcennější vlastnosti různých plemen včel. 
Karl Kehrle se stal autoritou v chovu včelích matek a je považován za tvůrce plemene včely medonosné buckfastské. 